# Mistrovství světa v silniční cyklistice 2024
Mistrovství světa v silniční cyklistice 2024 se uskutečnil ve švýcarském Curychu od 21. do 29. září 2024.
MS 2024 se však do cyklistické historie zapsalo černým písmem. Na následky fatalního zranění hlavy způsobeného pádem ve čtvrtečním silničním závodu juniorek totiž v pátek 27. září zemřela švýcarská závodnice Muriel Furrerová.

## Program
| Datum                  | Čas             | Čas             | Závod                  | Start             | Cíl             | Vzdálenost      |
| Silniční závody        | Silniční závody | Silniční závody | Silniční závody        | Silniční závody   | Silniční závody | Silniční závody |
| ---------------------- | --------------- | --------------- | ---------------------- | ----------------- | --------------- | --------------- |
| 26. září               | 10:00           | 12:00           | Ženy juniorky          | Uster             | Curych          | 73,6 km         |
| 26. září               | 14:15           | 17:15           | Muži junioři           | Uster             | Curych          | 127,2 km        |
| 27. září               | 12:45           | 16:45           | Muži do 23 let         | Uster             | Curych          | 173,6 km        |
| 28. září               | 12:45           | 16:45           | Ženy elite             | Uster             | Curych          | 154,1 km        |
| 28. září               | 12:45           | 16:45           | Ženy do 23 let         | Uster             | Curych          | 154,1 km        |
| 29. září               | 10:30           | 17:00           | Muži elite             | Winterthur        | Curych          | 273,9 km        |
| Smíšené týmové štafety |                 |                 |                        |                   |                 |                 |
| 25. září               | 14:00           | 17:30           | Smíšená týmová časovka | Curych            | Curych          | 53,7 km         |
| Individuální časovky   |                 |                 |                        |                   |                 |                 |
| 22. září               | 12:00           | 14:15           | Ženy elite             | Gossau ZH         | Curych          | 29,9 km         |
| 22. září               | 12:00           | 14:15           | Ženy do 23 let         | Gossau ZH         | Curych          | 29,9 km         |
| 22. září               | 14:45           | 17:30           | Muži elite             | Curych (Oerlikon) | Curych          | 46,1 km         |
| 23. září               | 09:15           | 11:30           | Muži junioři           | Curych            | Curych          | 24,9 km         |
| 23. září               | 14:45           | 17:30           | Muži do 23 let         | Gossau ZH         | Curych          | 29,9 km         |
| 24. září               | 08:30           | 10:30           | Ženy juniorky          | Curych            | Curych          | 18,8 km         |

## Medailisté

### Elitní závody
| Závod                  | Zlato                                                                                 | Zlato         | Stříbro                                                                                               | Stříbro       | Bronz                                                                                         | Bronz         |
| Mužské závody          | Mužské závody                                                                         | Mužské závody | Mužské závody                                                                                         | Mužské závody | Mužské závody                                                                                 | Mužské závody |
| ---------------------- | ------------------------------------------------------------------------------------- | ------------- | --- | ------------- | --------------------------------------------------------------------------------------------- | ------------- |
| Silniční závod         | Tadej Pogačar (SLO)                                                                   | 6h 27' 30"    | Ben O'Connor (AUS)                                                                                    | + 34"         | Mathieu van der Poel (NED)                                                                    | + 58"         |
| Časovka                | Remco Evenepoel (BEL)                                                                 | 53' 01,98"    | Filippo Ganna (ITA)                                                                                   | + 6,43"       | Edoardo Affini (ITA)                                                                          | + 54,44"      |
| Ženské závody          |                                                                                       |               | |               |                                                                                               |               |
| Silniční závod         | Lotte Kopecky (BEL)                                                                   | 4h 05' 26"    | Chloé Dygert (USA)                                                                                    | + 0"          | Elisa Longo Borghini (ITA)                                                                    | + 0"          |
| Časovka                | Grace Brownová (AUS)                                                                  | 39' 16,04"    | Demi Volleringová (NED)                                                                               | + 16,79"      | Chloé Dygertová (USA)                                                                         | + 56,42"      |
| Smíšené závody         |                                                                                       |               | |               |                                                                                               |               |
| Smíšená týmová štafeta | Austrálie                                                                             | 1h 12' 52,28" | Německo                                                                                               | + 0,85"       | Itálie                                                                                        | + 8,25"       |
| Smíšená týmová štafeta | Michael Matthews Ben O'Connor Jay Vine Grace Brown Brodie Chapman Ruby Roseman-Gannon | 1h 12' 52,28" | Marco Brenner Miguel Heidemann Maximilian Schachmann Franziska Koch Liane Lippert Antonia Niedermaier | + 0,85"       | Edoardo Affini Mattia Cattaneo Filippo Ganna Elisa Longo Borghini Soraya Paladin Gaia Realini | + 8,25"       |

### Závody do 23 let
| Závod                    | Zlato                        | Zlato         | Stříbro                 | Stříbro       | Bronz                     | Bronz         |
| Mužské závody            | Mužské závody                | Mužské závody | Mužské závody           | Mužské závody | Mužské závody             | Mužské závody |
| ------------------------ | ---------------------------- | ------------- | ----------------------- | ------------- | ------------------------- | ------------- |
| Silniční závod do 23 let | Niklas Behrens (GER)         | 3h 57' 24"    | Martin Svrček (SVK)     | + 0"          | Alec Segaert (BEL)        | + 28"         |
| Časovka do 23 let        | Iván Romeo (ESP)             | 36' 42,70"    | Jakob Söderqvist (SWE)  | + 32,05"      | Jan Christen (SWI)        | + 40,68"      |
| Ženské závody            |                              |               |                         |               |                           |               |
| Silniční závod do 23 let | Puck Pieterse (NED)          | 4h 08' 26"    | Neve Bradbury (AUS)     | + 0"          | Antonia Niedermaier (GER) | + 0"          |
| Časovka do 23 let        | Antonia Niedermaierová (GER) | 40' 21,14"    | Jasmin Liechtiová (SUI) | + 2' 11,69"   | Julie De Wildeová (BEL)   | + 2' 16,75"   |

### Juniorské závody
| Závod                   | Zlato                   | Zlato         | Stříbro                   | Stříbro       | Bronz                       | Bronz         |
| Mužské závody           | Mužské závody           | Mužské závody | Mužské závody             | Mužské závody | Mužské závody               | Mužské závody |
| ----------------------- | ----------------------- | ------------- | ------------------------- | ------------- | --------------------------- | ------------- |
| Silniční závod juniorů  | Lorenzo Mark Finn (ITA) | 2h 57' 05"    | Sebastian Grindley (GRB)  | + 2' 05"      | Senna Remijn (NED)          | + 3' 06"      |
| Časovka juniorů         | Paul Seixas (FRA)       | 28' 08,43"    | Jasper Schoofs (BEL)      | + 6,31"       | Matisse van Kerckhove (BEL) | + 7,13"       |
| Ženské závody           |                         |               |                           |               |                             |               |
| Silniční závod juniorek | Cat Ferguson (GRB)      | 1h 54' 48"    | Paula Ostiz Taco (ESP)    | + 0"          | Viktória Chladoňová (SVK)   | + 0"          |
| Časovka juniorek        | Cat Ferguson (GRB)      | 23' 49,72"    | Viktória Chladoňová (SVK) | + 34,30"      | Imogen Wolff (GRB)          | + 36,60"      |